# Coelorinchus innotabilis
Coelorinchus innotabilis es una especie de pez de la familia Macrouridae en el orden de los Gadiformes.

## Morfología
• Los machos pueden llegar alcanzar los 32 cm de longitud total.

## Alimentación
Come gastròpodes, bivalvos, poliquetos y crustáceos.

## Hábitat
Es un pez de aguas profundas que vive entre 554-1.463 m de profundidad.

## Distribución geográfica
Se encuentra en Australia y Nueva Zelanda.